# Stanisław Ossowski (cichociemny)
Stanisław Ossowski pseud. Jastrzębiec 2, Kaszuba 2 (ur. 17 sierpnia 1912 w Łęgu, zm. 13 marca 1987 w Birmingham) – kapitan piechoty Wojska Polskiego, Armii Andersa, Polskich Sił Zbrojnych na Zachodzie i Armii Krajowej, uczestnik Powstania Warszawskiego, cichociemny. Zwykły Znak Spadochronowy nr 4439, Bojowy Znak Spadochronowy nr 1572.

## Życiorys
Był synem Józefa, rolnika, i Elżbiety z domu Reszki. Uczył się w szkole powszechnej w Łągu (powiat chojnicki), w 1932 zdał egzamin dojrzałości w Państwowym Seminarium Nauczycielskim w Kościerzynie. Od sierpnia 1934 słuchacz VI kursu Szkoły Podchorążych Rezerwy Piechoty w Zambrowie, następnie uczestnik dywizyjnego Kursu Podchorążych Rezerwy Piechoty przy 65 Starogardzkim Pułku Piechoty 16 Dywizji Piechoty w Grudziądzu. Od 8 czerwca do 30 września 1935 praktyka w 2 kompanii II batalionu strzeleckiego 65 Pułku Piechoty. Awansowany na stopień podporucznika ze starszeństwem od 1 stycznia 1938.
W kampanii wrześniowej 1939 zmobilizowany 24 sierpnia, przydzielony jako dowódca plutonu 8 kompanii 86 Pułku Piechoty w Mołdecznie (stacjonował w rejonie Wilna) Ośrodka Zapasowego 19 Dywizji Piechoty. 23 września wraz z jednostką przekroczył granicę polsko-litewską, do 10 lipca 1940 internowany w obozach w Birsztanach, Olicie i Kalwarii. Po wkroczeniu sowietów 10 lipca 1940 zesłany w głąb ZSRR, początkowo od 13 lipca 1940 osadzony w łagrze w Kozielsku (Kałuska obłast), następnie od 2 lipca 1941 w łagrze w Griazowcu (Wołogodzka obłast).
Po układzie Sikorski-Majski zwolniony, 28 sierpnia 1941 w rejonie Saratowa nad Wołgą wstąpił do Armii Andersa, przydzielony jako dowódca plutonu oraz pełniący obowiązki dowódcy kompanii 15 pułku piechoty 5 Wileńskiej Dywizji Piechoty w Tatiszczewie. Od stycznia 1942 na szkoleniu w rejonie Kotliny Fergańskiej, od kwietnia 1942 dowódca plutonu strzeleckiego 4 Brygady Strzelców. Ewakuowany wraz z armią do Persji, 15 sierpnia 1942 opuścił ZSRR. Od stycznia 1943 uczestnik kursu dowódców kompanii w Centrum Wyszkolenia Armii, po jego ukończeniu, od kwietnia 1943 ponownie przydzielony jako dowódca plutonu strzeleckiego 4 Brygady Strzelców, 9 października 1941 przemianowanej na 1 Samodzielną Brygadę Spadochronową. Awansowany na stopień porucznika ze starszeństwem od 3 maja 1943. Od 17 kwietnia uczestnik kursu dowódców grup i oddziałów szturmowych, po jego ukończeniu w czerwcu 1943 przydzielony jako zastępca dowódcy kompanii 5 Brygady Strzelców.
4 lipca 1943 zgłosił się do służby w Kraju. Przerzucony do Włoch, przeszkolony ze specjalnością w dywersji na kursach specjalnych dla kandydatów na cichociemnych, m.in. spadochronowym, odprawowym i in. Zaprzysiężony na rotę ZWZ/AK 14 lutego 1944 w Ostuni przez komendanta ośrodka wyszkolenia płk Leopolda Krizara ps. Czeremosz.
Skoczył ze spadochronem do okupowanej Polski w nocy  30/31 lipca 1944 w sezonie operacyjnym „Riposta”, w operacji lotniczej „Jacek 1” dowodzonej przez kpt. naw. Stanisława Daniela,  z samolotu Liberator KG-890 „S” (1586 Eskadra PAF,) na placówkę odbiorczą „Solnica” 110 (kryptonim polski, brytyjskie oznaczenie numerowe pinpoints), w okolicach majątku Osowiec, 7 km od  Grodziska Mazowieckiego. Razem z nim skoczyli: płk. Jacek Bętkowski ps. Topór 2, kpt. Franciszek Malik ps. Piorun 2, por. Julian Piotrowski ps. Rewera 2, kpt. Zbigniew Specylak ps. Tur 2, ppor. Władysław Śmietanko ps. Cypr.
Po skoku dotarł do Warszawy, nawiązał kontakt z KG AK. W Powstaniu Warszawskim początkowo walczył na odcinku taktycznym „Topór” dowodzonym przez cichociemnego płk Jacka Bętkowskiego w Śródmieściu Południowym, następnie jako dowódca kompanii szturmowej oraz zastępca dowódcy batalionu ppłk Władysława Garlickiego na odcinku taktycznym „Bogumił”. 13 września ciężko ranny w walkach o budynek ambasady chińskiej. Trzykrotnie ranny, miał przestrzelone ramię, dwie kule w lewym biodrze oraz 3 odłamki w lewej nodze. Awansowany na stopień kapitana 2 października 1944.
Po kapitulacji powstania w niewoli niemieckiej, osadzony w obozach jenieckich, m.in. X B Sandbostel w Dolnej Saksonii, od 1 grudnia 1944 w Murnau VII A.  Uwolniony 29 kwietnia 1945 przez wojska amerykańskie.
25 czerwca 1945 zameldował się w Oddziale VI (Specjalnym) w Londynie (Wielka Brytania),  od 18 lipca 1945 przydzielony do Centrum Wyszkolenia Piechoty. Do września 1946 we Włoszech, ukończył kurs dowódców batalionu, następnie ponownie w Wielkiej Brytanii. 26 lutego 1949 zdemobilizowany. Pozostał na emigracji, zamieszkał w Birmingham, pracował przez trzy lata jako stolarz, następnie w fabryce  „Lucas”. Po przejściu na emeryturę działał społecznej wśród brytyjskiej Polonii w Kole nr 225 Stowarzyszenia Polskich Kombatantów (SPK) w Birmingham w latach 1983–1985 pełnił funkcje sekretarza i prezesa. W testamencie zostawił pewną sumę na rzecz szkoły w swej rodzinnej miejscowości – Łęgu.
Zmarł 13 marca 1987 w Birmingham, po kremacji prochy złożono w rodzinnym grobie Ossowskich na cmentarzu komunalnym w Sopocie przy ul. Malczewskiego (kwatera F4-G-5).

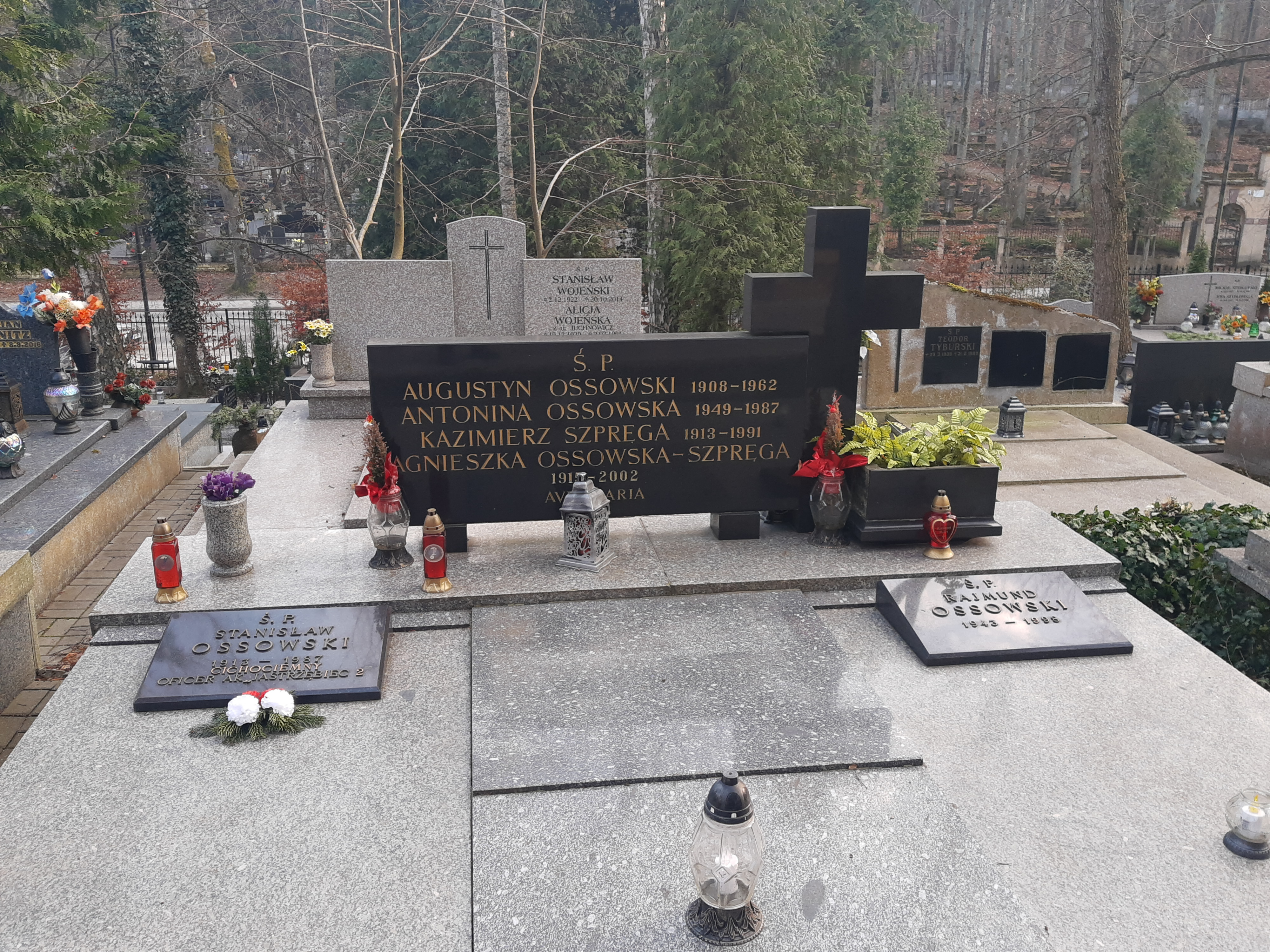
Grób Stanisława Ossowskiego na cmentarzu komunalnym w Sopocie

## Awanse
- podporucznik – ze starszeństwem od 1 stycznia 1938
- porucznik – ze starszeństwem od 3 maja 1943
- kapitan – 2 października 1944[2]

## Odznaczenia
W trakcie swej służby otrzymał odznaczenia:
- Krzyż Walecznych – czterokrotnie, w tym jeden 15 września 1944 roku za udział w powstaniu.
- Krzyż Armii Krajowej,
- Kombatancki Krzyż Zasługi (Wielka Brytania),
- King’s Medal for Courage in the Cause of Freedom,
- Złota Honorowa Odznaka Stowarzyszenia Polskich Kombatantów.